# Malik Rose
Malik Rose (* 23. November 1974 in Philadelphia, Pennsylvania) ist ein ehemaliger US-amerikanischer Basketballspieler. Derzeit ist er als Sportjournalist, unter anderem bei Spielen der New York Knicks, tätig.

## Jugend
Rose besuchte die Overbrook High School in Philadelphia, an der schon Basketballlegende Wilt Chamberlain seine Schulzeit verbrachte. Im Anschluss daran spielte er an der Drexel University für das dortige Basketballteam, die Drexel Dragons. Über seine vierjährige Collegekarriere hinweg verbuchte er durchschnittlich 16 Punkte und 12 Rebounds pro Spiel. Seine Senior-Saison am College beendete er mit der All-American-Ehrung nach starken Auftritten im NCAA-Turnier der NCAA Division I Basketball Championship, wo er die Dragons unter anderem zu einem Überraschungssieg gegen die University of Memphis führte.

## NBA-Karriere
In der NBA-Draft 1996 wurde er in der zweiten Runde an der 44. Stelle von den Charlotte Hornets ausgewählt. Er war damit, neben Michael Anderson, erst der zweite Basketballer aus Reihen der Drexel Dragons, der den Sprung in die NBA schaffte. Seine Zeit in Charlotte währte allerdings nur für eine Saison, ehe er zu den San Antonio Spurs getradet wurde, mit denen er 1999 und 2003 die NBA-Meisterschaft gewann. Am 24. Februar 2005 wurde Rose, nach acht Jahren als Publikumsliebling in San Antonio, in einem Spielertausch mitsamt zwei Erstrundenpicks gegen Nazr Mohammed und Jamison Brewer zu den New York Knicks verschifft. Nach vier mittelmäßigen Jahren bei den Knicks, wurde er für Chris Wilcox zu den Oklahoma City Thunder getradet, die ihn allerdings bereits nach 20 Spielen am 22. Dezember 2009 entließen.